# Piotr Hatowski
Piotr Hatowski, né le 28 juin 1990, est un taekwondoïste polonais. Il évolue dans les catégories de poids +87 kg.

## Palmarès

### Championnats d'Europe
- Médaille de bronze en 2016 à Montreux (Suisse), en catégorie +87 kg.